# ルシタニア戦争

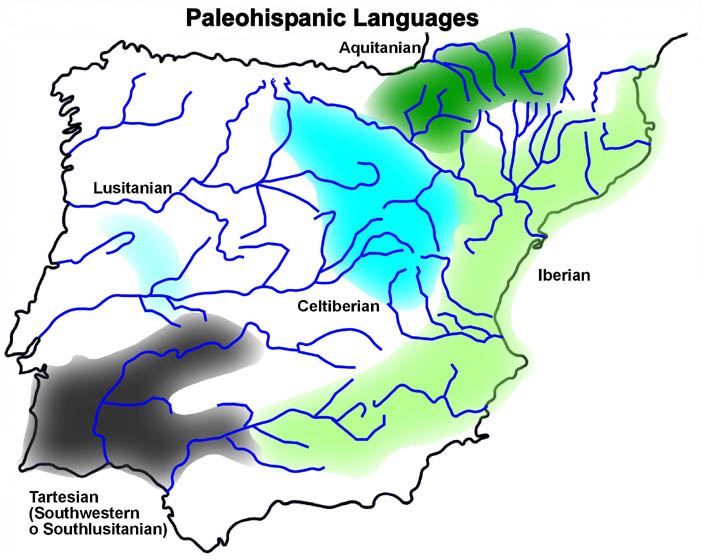
ローマ化以前のイベリア半島
ルシタニア人居住地区

ルシタニア戦争（ルシタニアせんそう、紀元前155年 - 前139年）は、イベリア半島の西部ルシタニアでローマとルシタニ人（ルシタニア人）が戦った戦争である。この戦争を主要指導者の名から、ウィリアトゥスの反乱と呼ぶ歴史学者もいる。

## ルシタニア人とイベリア半島の情勢
第二次ポエニ戦争の講和条約で、ローマはカルタゴからヒスパニアの支配権を奪った。しかしその実質的支配は地中海に面した海岸部と、半島の南部に限られていた。ルシタニア人は、ローマ支配が及ばないイベリア半島の中西部、現在のポルトガル中・北部から、スペイン中西部に住んでいた。第二次ポエニ戦争の直後にローマと戦って敗れた。
戦争中の前153年に、ローマは半島中部のケルティベリア人を相手にヌマンティア戦争を始めた。二つの戦争は近接並行していたが、ローマの敵同士の提携は文献で確認できない。

## 戦争の概況
戦争は前155年にルシタニア人の略奪遠征で始まった。ローマ軍はルシタニア軍を押し返してから、降伏した者多数をだまし討ちにして殺した。残ったルシタニア人はウィリアトゥスのもとに結集し、度々ローマ軍を破った。武勲を認められたヴィリアトゥスはルシタニア人の王になった。その後の戦争は一進一退だったが、前140年にローマはウィリアトゥスの部下に賄賂を贈って、王を殺させた。名将を失ったルシタニア軍をローマはたやすく破り、降伏させた。しかししばらくするとルシタニア人は独立を取り戻した。

## 関連作品
映画
- ノン、あるいは支配の空しい栄光（1990年、ポルトガル・スペイン・フランス合作、監督：マノエル・デ・オリヴェイラ）